# Jamestown (Indiana)
Jamestown è un comune degli Stati Uniti d'America, situato nello Stato dell'Indiana, diviso tra la contea di Boone e la contea di Hendricks.